# Shuriken Sentai Ninninger
Shuriken Sentai Ninninger (jap. 手裏剣戦隊ニンニンジャー Shuriken Sentai Ninninjā) – japoński serial z gatunku tokusatsu, trzydziesta dziewiąta odsłona sagi Super Sentai stworzonej przez Toei Company. Jego emisja jest postulowana na lata 2015–2016; premiera pierwszego odcinka odbyła się na kanale TV Asahi 22 lutego 2015 roku. Jego amerykańską adaptacją jest serial Power Rangers Ninja Steel.
Slogan serii to: "Ninja, którzy się nie ukrywają" (jap. 忍びなれども忍ばない Shinobinare domo shinobanai). Nazwa serialu jest grą słów ninja (jap. 忍者) oraz ranger.

## Fabuła
Kilka wieków temu zły feudał Gengetsu Kibaoni został zabity przez klan ninja Igasaki zanim porzucił swe człowieczeństwo i stał się demonem, który po 444 latach ma zamiar powrócić. Trzy pokolenia temu Gengetsu został pokonany i uwięziony przez Yoshitakę Igasakiego, znanego jako Ostatni Ninja, jednak obecnie został on wyzwolony przez swą podopieczną Kyuemon Izayoi. Z racji tego, iż jedynie potomkowie Igasakich mogą powstrzymać demony, piątka wnucząt Yoshitaki – rodzeństwo Takaharu i Fūka Igasaki oraz trójka ich kuzynów: Yakumo Katō, Nagi Matsuo i Kasumi Momochi otrzymują moce Ninningersów. Opanowując sztukę swego klanu zwaną Shuriken Ninpō rodzina musi stawić czoła Armii Kibaoniego.

## Bohaterowie
- Takaharu Igasaki (jap. 伊賀崎 天晴 Igasaki Takaharu) / Czerwony Ninger (jap. アカニンジャー Aka Ninjā; Aka Ninger) – lider drużyny. Ma 20 lat i jest starszym bratem Fūki i synem Tsumujiego. Był pierwszym z wnucząt Yoshitaki Igasakiego który stał się Ninningersem. Takaharu jest typem osobnika kąpanego w gorącej wodzie i działającego bez przemyślenia. Stara się być stereotypem starszego brata, który próbuje zebrać drużynę w całość gdy jest ona w rozsypce i stanowić motywację dla niej, jednak często mu się to nie udaje. Mimo zwodzącej go opiekuńczej natury jest optymistą wierzącym, że wszystko się ułoży. Od dziecka Takaharu był zapatrzony w swego dziadka. Pragnie zostać jego następcą i uzyskać tytuł "Ostatniego Ninja". Ma skłonność do pouczania wszystkich, którzy godzą w honor Yoshitaki. Takaharu kiepsko radzi sobie z ćwiczeniem technik na treningu, ale w prawdziwej walce opanowuje je do perfekcji.
- Yakumo "Cloud" Katō (jap. 加藤・クラウド・八雲 Katō "Kuraudo" Yakumo) / Niebieski Ninger (jap. アオニンジャー Ao Ninjā; Ao Ninger) – zastępca dowódcy. Ma 19 lat i jest synem córki Yoshitaki - Harukaze, która jest światowej sławy projektantką mody. Z tego powodu Yakumo większość swego życia spędził poza Japonią, głównie w Wielkiej Brytanii, gdzie nauczył się magii. Jest typem chłopca z bogatego domu o zimnym, ale często aroganckim zachowaniu. Działa zwykle po myśleniu. Mimo to czasem jest tępy i łatwo go wyprowadzić z równowagi. Początkowo Yakumo nie był zainteresowany ninjutsu, jednak to właśnie on spośród kuzynostwa najszybciej opanowuje techniki sądząc, że jest to prostsze od magii. Yakumo rywalizuje z Takaharu, którego jest przeciwieństwem. Dzięki niemu zdecydował się rywalizować z kuzynami o tytuł "Ostatniego Ninja".
- Nagi Matsuo (jap. 松尾凪 Matsuo Nagi) / Żółty Ninger (jap. キニンジャー Ki Ninjā; Ki Ninger) – najmłodszy z kuzynostwa, ma 16 lat. Nagi jest osobą przyjacielską, spostrzegawczą i sprytną, lecz niezbyt mądrą. Ma obsesję na punkcie zdobywania różnych certyfikatów i licencji by używać ich w dobrych celach. Swoją rywalizację o tytuł "Ostatniego Ninja" traktuje jak dążenie do kolejnego sukcesu w swym życiorysie co ułatwiłoby mu zdobycie pracy. Początkowo Nagi tak jak wszyscy kuzynowie prócz Takaharu nie chciał zostać ninją, jednak jego odwaga zmotywowała go. Próbował uczyć się ninjutsu z podręcznika co o mało nie doprowadziło go do śmierci w czasie walki. Wzorując się na Takaharu Nagi przedkłada swoje zdolności nad technikę. Jest najzwinniejszym i najsilniejszym spośród piątki.
- Fūka Igasaki (jap. 伊賀崎風花 Igasaki Fūka) / Biały Ninger (jap. シロンジャー Shiro Ninjā; Shiro Ninger) – młodsza siostra Takaharu, ma 17 lat. Fūka jest optymistyczną i pracowitą dziewczyną. Jej dążenie do dotrzymania słowa jest spowodowane życiem z jej bratem-zapaleńcem. Z reguły jest wesoła, ale wpada w ogromny smutek jeśli choćby niewielka rzecz sprawi jej przykrość. Fūka choć kocha ojca i brata ma czasem dość życia z nimi z powodu ich nadgorliwości i głupich charakterów. Podobnie jak trójka jej kuzynów początkowo nie chciała zostać ninją, ale zainspirował ją do tego Takaharu.
- Kasumi Momochi (jap. 百地霞 Momochi Kasumi) / Różowy Ninger (jap. モモニンジャー Momo Ninjā; Momo Ninger) – najmądrzejsza z kuzynostwa, ma 19 lat. Kasumi jest stereotypową starszą siostrą opiekującą się pozostałymi. Jest geniuszem naukowym, interesuje się naukami ścisłymi i mechaniką, ale problem sprawia jej czytanie między wierszami i łapanie wskazówek. Inspirując się swym dziadkiem Kasumi marzy by zostać kosmonautką i nawiązać kontakt z kosmitami. Zdenerwowana staje się bezczelna wobec innych. Łącznie z tym zachowaniem pojawiają się u niej aspekty typowej dziewczyny.
- Kinji Takigawa (jap. キンジ・タキガワ Kinji Takigawa) / Gwiazdo Ninger (jap. スターニンジャー Sutā Ninjā; Star Ninger) – złoty Ninninger. Pierwszy raz pojawia się w odcinku 8. Kinji Takigawa jest nieco naiwnym Amerykaninem japońskiego pochodzenia, który zainspirował się spotkanym Yoshitaką Igasakim chcąc zostać jego uczniem. Spotkał się z odmową, gdyż nie był potomkiem ninja. Mimo wszystko Takigawa usilnie próbował przekonać Yoshitakę by przyjął go pod swe skrzydła, na co ostatecznie Igasaki przystał pod warunkiem, że Takigawa pokona jego wnuki w walce, co w jego ocenie było niemożliwe. Takigawa postanowił na własną rękę nauczyć się ninjutsu oraz japońskiego, między innymi oglądając filmy. Ponadto sam stworzył prawie cały swój arsenał. Kinji z charakteru jest bardzo podobny do Takaharu – obydwaj są lekkomyślnymi fanami Yoshitaki chcącymi iść w jego ślady. Takigawa po poznaniu Igasakiego stał się świrem na punkcie wszystkiego, co związane jest z ninja. Uważa siebie za łowcę Yōkai, a polowanie na nie ma uczynić go silniejszym.

### Wsparcie
- Yoshitaka Igasaki (jap. 伊賀崎好天 Igasaki Yoshitaka)
- Tsumuji Igasaki (jap. 伊賀崎旋風 Igasaki Tsumuji)

### Broń
- Ninjaichibantō (jap. 忍者一番刀 Najlepszy Miecz Ninja)
- Gamagamajū (jap. ガマガマ銃 Ropucho Działo)
- Karakuri Hengen (jap. カラクリヘンゲン)

### Otomoniny
- Shinobimaru (jap. シノビマル) – humanoidalna maszyna Czerwonego Ningersa przypominająca ninję. Zasadniczo tworzy środek torsu Shurikenjina, jednak może zamienić się miejscami z Dragomaru.
- Dragomaru (jap. ドラゴマル Doragomaru) – przypominająca smoka maszyna Niebieskiego Ningersa. Zasadniczo formuje lewą rękę, miecz i tarczę Shurikenjina, jednak może zamienić się miejscem z Shinobimaru zmieniając Shurikenjina w robota przypominającego smoka.
- Dumpmaru (jap. ダンプマル Danpumaru) – maszyna Żółtego Ningersa. Przypomina ciężarówkę i formuje prawą rękę oraz główną część torsu Shurikenjina.
- Wanmaru (jap. ワンマル) – maszyna Białego Ningersa przypominająca białego psa lub wilka. Formuje fragment lewej nogi Shurikenjina.
- Byunmaru (jap. ビュンマル) – maszyna Różowego Ningersa przypominająca pociąg w kształcie włóczni. Formuje nogi Shurikenjina.

### Mecha
- Shurikenjin (シュリケンジン) – główny robot Ninningersów.
  - Shurikenjin Drago (シュリケンジンドラゴ Shurikenjin Dorago)
  - Shurikenjin Paon (シュリケンジンパオーン Shurikenjin Paōn)
  - Shurikenjin UFO (シュリケンジンUFO Shurikenjin Yūfō)
  - Shurikenjin Surfer (シュリケンジンサーファー Shurikenjin Sāfā)
  - Shurikenjin Dino (シュリケンジンダイノ Shurikenjin Daino)
- Bison King (バイソンキング Baison Kingu, Bison King)
  - Król Shurikenjin (キングシュリケンジン Kingu Shurikenjin, King Shurikenjin)
- Lion Haoh (ライオンハオー Raion Haō)
  - Haoh Shurikenjin (覇王シュリケンジン Haō Shurikenjin)
  - Haoh Gekiatsudaiō (覇王ゲキアツダイオー Haō Gekiatsudaiō)
- Gekiatsudaiō (ゲキアツダイオー)

## Armia Kibaoniego
- Gengetsu Kibaoni (jap. 牙鬼幻月 Kibaoni Gengetsu)
- Kyūemon Izayoi (jap. 十六夜九衛門 Izayoi Kyūemon)
- Raizō Gabi (jap. 蛾眉雷蔵 Gabi Raizō)
- Masakage Tsugomori (jap. 晦正影 Tsugomori Masakage)
- Hitokarage (jap. ヒトカラゲ)

## Obsada
- Takaharu Igasaki/Czerwony Ninger: Shunsuke Nishikawa
- Yakumo Katō/Niebieski Ninger: Gaku Matsumoto
- Nagi Matsuo/Żółty Ninger: Kaito Nakamura
- Fūka Igasaki/Biały Ninger: Yūka Yano
- Kasumi Momochi/Różowy Ninger: Kasumi Yamaya
- Kinji Takigawa/Gwiazdo Ninger: Hideya Tawada
- Tsumuji Igasaki: Toshihiro Yashiba
- Yoshitaka Igasaki: Takashi Sasano (także dr Mukai w B-Fighter)
- Gengetsu Kibaoni: Mugihito (głos)
- Kyūemon Izayoi: Megumi Han (głos)
- Raizō Gabi: Kenji Matsuda (głos)
- Masakage Tsugomori: Ryūsei Nakao (głos)
- Ariakenokata: Kotono Mitsuishi (głos)